# David Charteris (12e comte de Wemyss)
Francis David Charteris, 12e comte de Wemyss et 8e comte de March (19 janvier 1912 - 12 décembre 2008), titré Lord Elcho de 1916 à 1937, est un pair, propriétaire terrien et écologiste écossais. De 1946 à 1991, il est président du conseil d'administration puis président du National Trust for Scotland.

## Jeunesse et éducation
Il est né à Belgravia à Londres, le fils aîné de Violet Manners, fille du 8e duc de Rutland, et du capitaine Hugo Francis Charteris, Lord Elcho, qui est tué au combat en 1916 en Égypte alors qu'il sert pendant la Première Guerre mondiale. Il fait ses études au Collège d'Eton et au Balliol College d'Oxford (BA 1933), et étudie également l'agriculture à Oxford et à Cambridge en tant qu'étudiant de troisième cycle. A 25 ans, il succède à son grand-père dans les titres de famille en 1937.

## Carrière
Wemyss est officier dans les scouts de Lovat (armée territoriale) en tant que sous-lieutenant en 1932 . Il est promu lieutenant en 1935 et transféré à la réserve d'officiers TA en 1937, et sert comme administrateur colonial dans le Basutoland de 1937 à 1944. Pendant la Seconde Guerre mondiale, il ne rejoint pas les scouts de Lovat mais sert plutôt comme major avec les troupes Basuto dans l'African Auxiliary Pioneer Corps de 1941 à 1944 en Afrique du Nord, en raison de sa maîtrise du sotho.
Il est lieutenant adjoint de 1959 à 1967 et Lord-lieutenant du East Lothian de 1967 à 1987, et juge de paix depuis 1957. Il est nommé Lord Haut Commissaire à l'Assemblée générale de l'Église d'Écosse en 1959, 1960 et 1977. Il occupe le poste honorifique de Lord Clerk Register de 1974 à 2007.
Il est lieutenant dans la Royal Company of Archers. Il est président du Conseil du National Trust for Scotland de 1947 à 1967, président de 1967 à 1991 et président émérite en 1991. Il est président de la Commission royale sur les monuments anciens et historiques d'Écosse de 1949 à 1984, président de la Royal Scottish Geographical Society de 1958 à 1962 et président de la National Bible Society of Scotland de 1960 à 1983. Il est auparavant directeur de Standard Life et de Scottish Television .

## Vie privée
Il épouse, d'abord, en 1940, Mavis Lynette Gordon Murray (d. 1988), fille d'Edwin Edward Murray, de Hermanus, province du Cap, Afrique du Sud. Ils ont deux filles et deux fils. Le fils aîné, Iain David Charteris, Lord Elcho & Methil, est né le 20 juin 1945 et est décédé dans un accident de voiture le 3 avril 1954. Leur fille cadette Caroline Letty Charteris est née le 5 novembre 1946 et est décédée le 22 novembre 1946. Lord Wemyss épouse en 1995 Shelagh Kathleen Kennedy, née Thrift .
Il vit à Gosford House, Longniddry, East Lothian. Il est décédé le 12 décembre 2008 à l'hôpital Royal Victoria d'Édimbourg, à l'âge de 96 ans. Il est enterré dans l'enclos familial du côté nord du cimetière d'Aberlady. Lady Wemyss est décédée en 2019.
Son fils cadet, James Charteris (13e comte de Wemyss) (en) (né le 22 juin 1948), lui succède.
Wemyss est fait chevalier du chardon en 1966. Il est titulaire d'un LLD honorifique de l'Université de St Andrews décerné en 1953 et d'un DUiv honorifique de l'Université d'Édimbourg décerné en 1983.